# Einband-Weltmeisterschaft

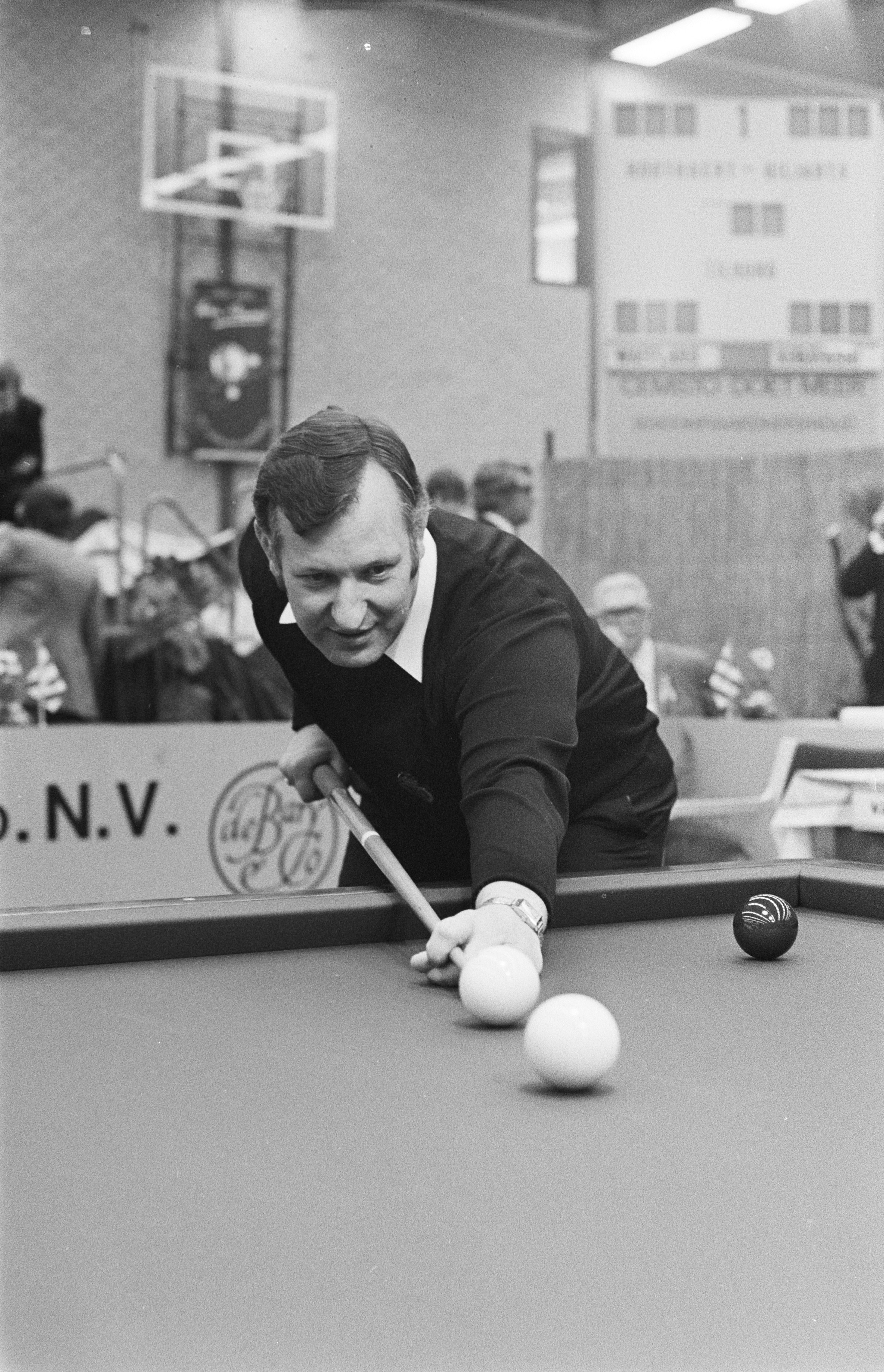
Rekordweltmeister Raymond Ceulemans bei der WM 1977 in Rotterdam

Die Einband-Weltmeisterschaft wird seit 1934 in unregelmäßigen Abständen in der Karambolagevariante Einband ausgetragen. Ausgerichtet wird sie seit 1968 vom Karambolage-Weltverband UMB (Union Mondiale de Billard), davor von der UIFAB (Union Internationale des Fédérations des Amateurs de Billard).
Rekordsieger ist der Belgier Raymond Ceulemans mit 6 Titeln, aktueller Titelträger ist der Belgier Frédéric Caudron.

## Modi
Die Turnierdistanzen waren:
| Jahr                | Punkte |
| ------------------- | ------ |
| 1934–1937 1995–2014 | 150    |
| 1968–1984           | 200    |
| 1992                | 2 × 75 |
| Fünfkampf           |        |
| 1933–1939           | 50     |
| 1954                | 150    |
| 1965–1975           | 200    |
| 1977–1981           | 100    |
| seit 2001           | 125    |

Quellen:
Die beste Partie bei einer Einband-Weltmeisterschaft spielten Francis Connesson 1978 in Brügge und Ludo Dielis 1983 in Rucphen mit 66,66 GD. Den Serienweltrekord hält ebenfalls Francis Connesson mit 199 Points (1978 Brügge).
Den besten GD bei einer Einband-Weltmeisterschaft erzielte Jean Paul de Bruijn mit 16,40 in Elda (2007). Bei der Fünfkampf-Weltmeisterschaft 1972 in Gent erzielte Raymond Ceulemans allerdings sogar einen GD von 17,91 im Einband.

## Weltrekordentwicklung Einband
| GD    | Name              | Jahr       |
| ----- | ----------------- | ---------- |
| 04,36 | Gustave van Belle | FK-WM 1933 |
| 05,65 | René Vingerhoedt  | FK-WM 1954 |
| 12,12 | Raymond Ceulemans | FK-WM 1965 |
| 13,11 | Raymond Ceulemans | WM 1968    |
| 17,91 | Raymond Ceulemans | FK-WM 1972 |

| BED   | Name              | Jahr       |
| ----- | ----------------- | ---------- |
| 04,41 | Jacques Davin     | WM 1934    |
| 04,83 | Jacques Davin     | WM 1934    |
| 06,81 | Ernst Reicher     | WM 1937    |
| 07,50 | René Vingerhoedt  | FK-WM 1954 |
| 20,00 | Raymond Ceulemans | FK-WM 1965 |
| 22,22 | Raymond Ceulemans | WM 1968    |
| 28,57 | Raymond Ceulemans | FK-WM 1969 |
| 28,57 | Raymond Ceulemans | FK-WM 1972 |
| 28,57 | Ludo Dielis       | WM 1974    |
| 33,33 | Ludo Dielis       | FK-WM 1975 |
| 66,66 | Francis Connesson | WM 1978    |
| 66,66 | Ludo Dielis       | WM 1983    |

| HS  | Name                   | Jahr       |
| --- | ---------------------- | ---------- |
| 021 | Jean de Gasparin       | FK-WM 1933 |
| 036 | Ernst Reicher          | WM 1934    |
| 037 | Jacques Davin          | WM 1934    |
| 037 | Joseph Verbist         | WM 1934    |
| 052 | Joaquín Domingo        | WM 1935    |
| 061 | Pedro Leopoldo Carrera | FK-WM 1954 |
| 066 | Raymond Ceulemans      | FK-WM 1965 |
| 097 | Raymond Ceulemans      | WM 1968    |
| 168 | Ludo Dielis            | FK-WM 1972 |
| 199 | Francis Connesson      | WM 1978    |

## Turnierstatistik
Der GD gibt den Generaldurchschnitt des jeweiligen Spielers während des Turniers an.
| Nr. | Jahr   | Ort                   | Sieger              | GD    | Platz 2                | GD    | Platz 3            | GD    |
| --- | ------ | --------------------- | ------------------- | ----- | ---------------------- | ----- | ------------------ | ----- |
| 01  | 1934/1 | Vichy                 | Ernst Reicher       | 2,39  | Alfredo Ferraz         | 2,95  | Jan Sweering       | 2,13  |
| 02  | 1934/2 | Paris                 | Jean Albert         | 3,24  | Jan Sweering           | 2,85  | Ernst Reicher      | 2,75  |
| 03  | 1935   | Nizza                 | Jacques Davin       | 3,01  | Ernst Reicher          | 2,81  | Jean Albert        | 2,77  |
| 04  | 1937   | Montargis             | Robert Tolédano     | 3,07  | Jacques Davin          | 3,27  | Ernst Reicher      | 3,57  |
| 05  | 1968   | Tournai               | Raymond Ceulemans   | 13,11 | Jean Marty             | 6,51  | Johann Scherz      | 8,53  |
| 06  | 1974   | Tournai               | Ludo Dielis         | 16,16 | Christ van der Smissen | 10,35 | Raymond Ceulemans  | 13,25 |
| 07  | 1976   | Löwen                 | Raymond Ceulemans   | 15,05 | Christ van der Smissen | 8,69  | Ludo Dielis        | 11,38 |
| 08  | 1977   | Rotterdam             | Raymond Ceulemans   | 13,71 | Christ van der Smissen | 9,72  | Emile Wafflard     | 8,58  |
| 09  | 1978   | Brügge                | Raymond Ceulemans   | 12,84 | Francis Connesson      | 12,42 | Johann Scherz      | 7,45  |
| 10  | 1979   | Mollerussa            | Raymond Ceulemans   | 10,81 | Ludo Dielis            | 10,42 | Hans Vultink       | 7,65  |
| 11  | 1981   | Murcia                | Ludo Dielis         | 13,50 | Raymond Ceulemans      | 10,33 | Jose Quetglas      | 5,40  |
| 12  | 1983   | Rucphen               | Ludo Dielis         | 12,07 | Wolfgang Zenkner       | 9,25  | Nobuaki Kobayashi  | 9,11  |
| 13  | 1984   | Kopenhagen            | Raymond Ceulemans   | 14,63 | Christ van der Smissen | 9,67  | Thomas Wildförster | 8,22  |
| 14  | 1992   | Duisburg              | Fonsy Grethen       | 7,51  | Peter de Backer        | 7,79  | Fabian Blondeel    | 9,52  |
| 15  | 1995   | Carvin                | Jos Bongers         | 12,36 | Francis Connesson      | 10,56 | Fonsy Grethen      | 7,74  |
| 16  | 1997   | Wien                  | Martin Horn         | 9,36  | Francis Connesson      | 8,59  | Wolfgang Zenkner   | 7,22  |
| Nr. | Jahr   | Ort                   | Sieger              | GD    | Platz 2                | GD    | Halbfinalisten     | GD    |
| 17  | 2007   | Elda                  | Jean Paul de Bruijn | 16,40 | Frédéric Caudron       | 15,71 | Eddy Leppens       | 10,38 |
| 17  | 2007   | Elda                  | Jean Paul de Bruijn | 16,40 | Frédéric Caudron       | 15,71 | Jos Bongers        | 8,01  |
| 18  | 2009   | Cervera               | Wolfgang Zenkner    | 11,41 | Jean Paul de Bruijn    | 14,38 | Frédéric Caudron   | 12,23 |
| 18  | 2009   | Cervera               | Wolfgang Zenkner    | 11,41 | Jean Paul de Bruijn    | 14,38 | Arnim Kahofer      | 9,66  |
| 19  | 2014   | Saint-Brevin-les-Pins | Frédéric Caudron    | 14,63 | Jean Paul de Bruijn    | 10,79 | Xavier Gretillat   | 9,08  |
| 19  | 2014   | Saint-Brevin-les-Pins | Frédéric Caudron    | 14,63 | Jean Paul de Bruijn    | 10,79 | Torbjörn Blomdahl  | 10,10 |

## Medaillenspiegel
| Platz | Name                   | Gold | Silber | Bronze | Erste- Teilnahme | Ort                   |
| ----- | ---------------------- | ---- | ------ | ------ | ---------------- | --------------------- |
| 01.   | Raymond Ceulemans      | 6    | 1      | 1      | 1968             | Tournai               |
| 02.   | Ludo Dielis            | 3    | 1      | 1      | 1974             | Tournai               |
| 03.   | Jean Paul de Bruijn    | 1    | 2      | 0      | 1995             | Carvin                |
| 04.   | Ernst Reicher          | 1    | 1      | 2      | 1934/1           | Vichy                 |
| 05.   | Wolfgang Zenkner       | 1    | 1      | 1      | 1983             | Rucphen               |
|       | Frédéric Caudron       | 1    | 1      | 1      | 1992             | Duisburg              |
| 07.   | Jacques Davin          | 1    | 1      | 0      | 1934/1           | Vichy                 |
| 08.   | Jean Albert            | 1    | 0      | 1      | 1934/2           | Paris                 |
|       | Fonsy Grethen          | 1    | 0      | 1      | 1984             | Kopenhagen            |
|       | Jos Bongers            | 1    | 0      | 1      | 1992             | Duisburg              |
| 11.   | Robert Tolédano        | 1    | 0      | 0      | 1937             | Montargis             |
|       | Martin Horn            | 1    | 0      | 0      | 1992             | Duisburg              |
| 13.   | Christ van der Smissen | 0    | 4      | 0      | 1974             | Tournai               |
| 14.   | Francis Connesson      | 0    | 3      | 0      | 1974             | Tournai               |
| 15.   | Jan Sweering           | 0    | 1      | 1      | 1934/1           | Vichy                 |
| 16.   | Alfredo Ferraz         | 0    | 1      | 0      | 1934/1           | Vichy                 |
|       | Jean Marty             | 0    | 1      | 0      | 1968             | Tournai               |
|       | Peter de Backer        | 0    | 1      | 0      | 1992             | Duisburg              |
| 19.   | Johann Scherz          | 0    | 0      | 2      | 1968             | Tournai               |
| 20.   | Emile Wafflard         | 0    | 0      | 1      | 1977             | Rotterdam             |
|       | Hans Vultink           | 0    | 0      | 1      | 1976             | Löwen                 |
|       | Jose Quetglas          | 0    | 0      | 1      | 1981             | Murcia                |
|       | Nobuaki Kobayashi      | 0    | 0      | 1      | 1974             | Tournai               |
|       | Thomas Wildförster     | 0    | 0      | 1      | 1981             | Murcia                |
|       | Fabian Blondeel        | 0    | 0      | 1      | 1992             | Duisburg              |
|       | Eddy Leppens           | 0    | 0      | 1      | 2007             | Elda                  |
|       | Arnim Kahofer          | 0    | 0      | 1      | 2007             | Elda                  |
|       | Xavier Gretillat       | 0    | 0      | 1      | 2014             | Saint-Brevin-les-Pins |
|       | Torbjörn Blomdahl      | 0    | 0      | 1      | 2014             | Saint-Brevin-les-Pins |

| Platz | Name        | Gold | Silber | Bronze |
| ----- | ----------- | ---- | ------ | ------ |
| 01.   | Belgien     | 10   | 4      | 5      |
| 02.   | Frankreich  | 3    | 5      | 1      |
| 03.   | Niederlande | 2    | 7      | 3      |
| 04.   | Deutschland | 2    | 1      | 3      |
| 05.   | Österreich  | 1    | 1      | 5      |
| 06.   | Luxemburg   | 1    | 0      | 1      |
| 07.   | Portugal    | 0    | 1      | 0      |
| 08.   | Spanien     | 0    | 0      | 1      |
|       | Japan       | 0    | 0      | 1      |
|       | Schweiz     | 0    | 0      | 1      |
|       | Schweden    | 0    | 0      | 1      |

Quellen: